# Hvítá (Árnessýsla)
A Hvítá folyó, melynek jelentése "fehér folyó". (Az izlandi földrajzi nevek általában „beszélő nevek”, közvetlen jelentésük van, viszont gyakran több helyen is előfordulnak az országban. Így létezik egy Hvíta folyó Borgarfjörður vidékén is, a Hvítá (Borgarfjörður).)
A Hvítárvatn gleccsertóból ered, melyet a Langjökull gleccser olvadékvize táplál. A folyó forrásvidéke az Izlandi-felföldön található. A folyó 40 kilométert tesz meg, mire eléri azt a szurdokot, ahol a Gullfoss-vízesés található. Ezután a folyó határvonalat alkot Biskupstungur és Hrunamannahreppur kerületek közt. A folyóba ezután három kisebb folyó torkollik: a Tungufljót, a Brúará és a Stóra-Laxá. Ekkor már a folyó vízhozama kétszerese a Gullfoss-vízesésnél mérhetőnek. A folyó ezután a síkvidéken folytatja útját Grímsness település mellett, az Ingólfsfjall-hegység közelében. Selfoss városa után a Sog folyóba torkollik. Miután e két folyó találkozott a folyót Ölfusának nevezik és így éri el az Atlanti-óceánt.
Mivel telente különösen hajlamos a hirtelen áradásokra, ezért gyakran Izland legveszélyesebb folyójának is szokták nevezni.

## Fordítás
Ez a szócikk részben vagy egészben  a   Hvítá, Árnessýsla című angol Wikipédia-szócikk ezen változatának fordításán alapul.  Az eredeti cikk szerkesztőit annak laptörténete sorolja fel. Ez a jelzés csupán a megfogalmazás eredetét és a szerzői jogokat jelzi, nem szolgál a cikkben szereplő információk forrásmegjelöléseként.